# ГЕС Ойодогава I
ГЕС Ойодогава I (大淀川第一発電所) – гідроелектростанція в Японії на острові Кюсю. Знаходячись перед ГЕС Ойодогава II, становить верхній ступінь каскаду на річці Ойодо, яка на східному узбережжі острова у місті Міядзакі впадає до Тихого океану. 

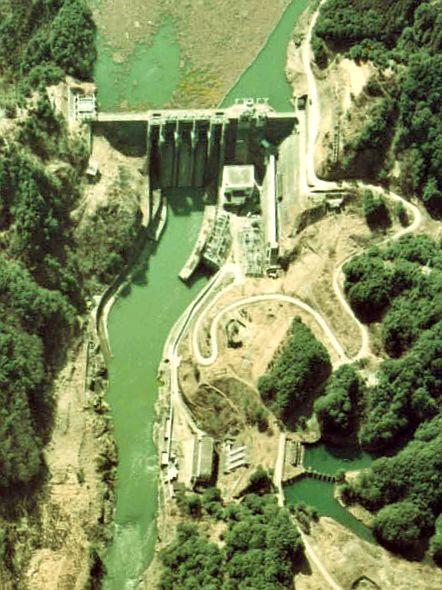
Вид зверху на район станції. У правому нижньому кутку видно верхній балансувальний резервуар та водоводи, що спускаються до першого машинного залу

Споруджена у 1920-х роках перша черга включала греблею висотою 7 метрів та довжиною 88 метрів, від якої ресурс подавався по лівобережжю до розташованого за кілька кілометрів верхнього балансувального резервуару. Звідти вода надходила на три турбіни типу Френсіс потужністю по 5,6 МВт.
В 1950-х під час сильних дощів гребля сприяла затопленню 3,5 тисяч гектарів земель, що викликало протести місцевих мешканців та призвело до перебудови гідрокомплексу. При цьому у 3,7 км нижче по течії від знесеної старої звели нову бетонну гравітаційну греблю висотою 47 метрів та довжиною 177 метрів, яка потребувала 112 тис м3 матеріалу. Вона утримує водосховище з площею поверхні 0,76 км2 та об’ємом 8,5 млн м3 (корисний об’єм 3 млн м3), при цьому його максимальний рівень залишився на тому ж рівні, що й у попереднього значно меншого резервуару.
Від сховища, яке тепер знаходилось за 0,25 км від машинного залу, проклали водовід до балансувального резервуару. Крім того, біля самої греблі розмістили ще один зал із турбіною типу Каплан потужністю 43,8 МВт (загальна потужність станції наразі рахується як 55,5 МВт).
Гідроагрегати Ойодогава I використовують напір у 40 метрів.
Видача продукції відбувається по ЛЕП, розрахованій на роботу під напругою 110 кВ.